# P Cygni
Désignations
P Cygni est une étoile variable de la constellation du Cygne. Elle fut découverte en 1600 par Willem Blaeu alors qu'elle entrait en activité.
Ses caractéristiques principales sont des raies larges en émission dans son spectre. Ces raies sont formées dans le vent stellaire de l'étoile.

## Visibilité
L'étoile est située à environ 5 000 à 6 000 années-lumière (1 500–1 800 parsecs) de la Terre. Malgré cette grande distance, elle est visible à l’œil nu dans des conditions favorables de ciel noir. Elle était inconnue jusqu'à la fin du XVIe siècle, quand elle brilla soudain jusqu'à la 3e magnitude. Elle fut observée pour la première fois le 18 août (grégorien) 1600 par Willem Janszoon Blaeu, un astronome, mathématicien et fabricant de globes hollandais. L'atlas de Bayer de 1603 lui assigna le label particulier P et le nom a été conservé depuis. Après six ans l'étoile s'affaiblit lentement, tombant en dessous de la visibilité à l’œil nu en 1626. Elle brilla de nouveau en 1655, mais s'était de nouveau affaiblie en 1662. Une autre explosion eut lieu en 1665 ; celle-ci fut suivie par de nombreuses fluctuations. Depuis 1715, P Cygni a été une étoile de cinquième magnitude, avec seulement de faibles fluctuations de luminosité. Actuellement[Quand ?] elle a une magnitude de 4,8, variant irrégulièrement de quelques centièmes de magnitude sur une période de quelques jours. La luminosité visuelle s'accroît d'environ 0,15 magnitude par siècle, phénomène attribué à une lente baisse de température à luminosité constante.
P Cygni a été appelée « nova permanente » à cause de similitudes spectrales et des éjections évidentes de matière, et fut un temps traitée avec les novas comme une variable éruptive ; cependant son comportement n'est plus attribué au même processus que celui des vraies novas.

## Variable lumineuse bleue

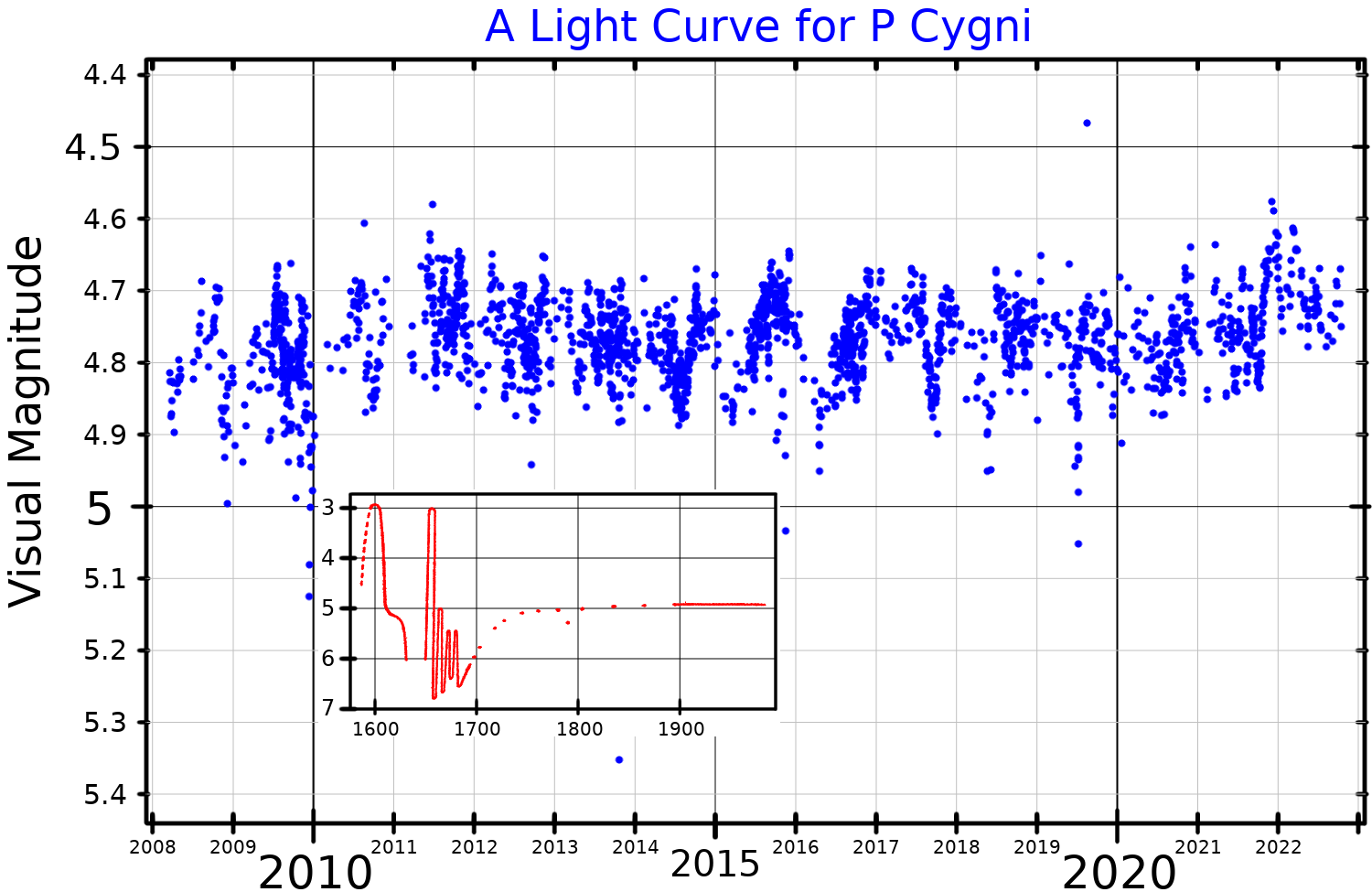
Courbe de lumière en bande visible de P Cygni. Le graphique principal est issu des données de l'AAVSO entre 2008 et 2022. Le graphique en encadré, adapté de de Groot (1988), montre la variabilité des 400 premières années après la découverte de l'étoile.

P Cygni est largement considérée comme étant le plus ancien exemple connu de variable lumineuse bleue. Cependant elle est loin d'être un exemple typique. Elle a très peu varié en luminosité et en spectre depuis une série de fortes explosions au XVIIe siècle, tandis que le comportement typique des LBV consiste en une variation lente sur une période allant d'années à des décennies avec des explosions occasionnelles pendant lesquelles l'étoile montre une baisse significative de température et un accroissement de luminosité visuelle à luminosité à peu près constante. De son côté, P Cygni montre seulement des variations de luminosité et des variations spectrales relativement faibles, mais a subi au moins deux des éruptions géantes subies seulement par Eta Carinae et peut-être une poignée d'objets extragalactiques.
P Cygni montre des signes de fortes éruptions survenues par le passé, il y a environ 900, 2100 et peut-être 20 000 ans. Dans les derniers siècles, elle a très lentement accru sa magnitude visuelle et décru en température, ce qui a été interprété comme la tendance évolutive attendue pour une étoile massive vers un stade de supergéante rouge.

## Évolution
Les variables lumineuses bleues comme P Cygni sont très rares et à vie courte, et se forment seulement dans les régions des galaxies où une intense formation d'étoiles a lieu. Les étoiles LBV sont si massives et énergétiques (typiquement 50 fois la masse du Soleil et des dizaines de milliers de fois plus lumineuses) qu'elles consomment leur combustible nucléaire très rapidement. Après avoir brillé pendant seulement quelques millions d'années (à comparer à plusieurs milliards d'années pour le Soleil) elles explosent en supernova. La récente supernova SN 2006gy était surement la fin d'une étoile LBV similaire à P Cygni mais située dans une galaxie lointaine. On pense que P Cygni est dans la phase de combustion de l'hydrogène en coquille immédiatement après avoir quitté la séquence principale.
Elle a été identifiée comme possible candidate supernova de type IIb dans la modélisation du destin des étoiles ayant 20 à 25 fois la masse du Soleil (avec le statut de LBV comme stade final prévu auparavant).

## Profil P Cygni

Profil caractéristique de raie P Cygni pour H-α.

P Cygni donne son nom à un type de particularité spectroscopique appelé profil P Cygni, où la présence simultanée d'absorption et d'émission dans le profil de la même raie spectrale indique l'existence d'une enveloppe gazeuse en expansion rapide à partir de l'étoile. La raie en émission provient d'un intense vent stellaire proche de l'étoile, tandis que le lobe en absorption décalé vers le bleu est créé quand le rayonnement traverse la matière circumstellaire en expansion rapide dans la direction de l'observateur. Ces profils sont utiles dans l'étude des vents stellaires de beaucoup de types d'étoiles. Ils sont souvent cités comme indicateurs d'une étoile variable lumineuse bleue, bien qu'ils se produisent aussi dans d'autres types d'étoiles,.